# Xenoclarias eupogon
Xenoclarias eupogon és una espècie de peix de la família dels clàrids i de l'ordre dels siluriformes.

## Morfologia
- Els mascles poden assolir 20 cm de longitud total.[1][2]

## Hàbitat
És un peix d'aigua dolça i de clima tropical.

## Distribució geogràfica
Es troba a Àfrica: llac Victòria.

## Estat de conservació
Es troba en perill d'extinció a causa de la introducció de la perca del Nil (Lates niloticus) al llac Victòria i d'altres alteracions ecològiques del seu hàbitat.